# Mycosphaerella gossypina
Mycosphaerella gossypina är en svampart som först beskrevs av George Francis Atkinson, och fick sitt nu gällande namn av Franklin Sumner Earle 1900. Mycosphaerella gossypina ingår i släktet Mycosphaerella och familjen Mycosphaerellaceae.   Inga underarter finns listade i Catalogue of Life.